# Spoorlijn Azincourt - Denain
De spoorlijn Lourches - Auberchicourt was een Franse spoorlijn die Lourches verbond met Auberchicourt.

## Geschiedenis

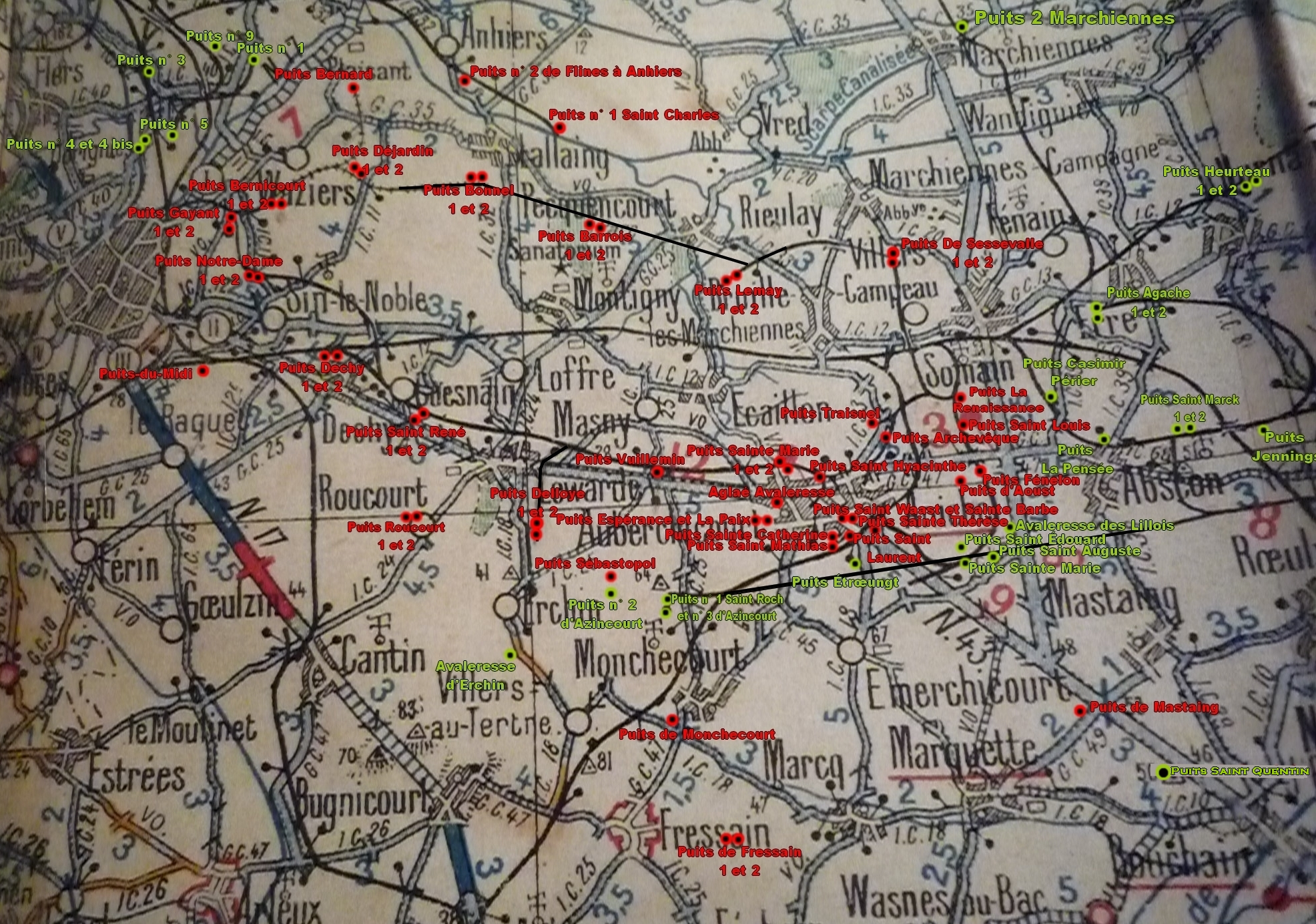
Locatie van de diverse mijnzetels rond Somain.

De lijn is als private mijnspoorlijn aangelegd door de Compagnie des mines d'Azincourt.

## Aansluitingen
In de volgende plaatsen was er een aansluiting op de volgende spoorlijnen:
Lourches
RFN 250 000, spoorlijn tussen Busigny en Somain
RFN 254 000, spoorlijn tussen Lourches en Valenciennes
Auberchicourt
RFN 258 000 tussen Aubigny-au-Bac en Somain